# Phun City
Phun City war ein Rockfestival, das vom 24. bis zum 26. Juli 1970 in Ecclesden Common bei Worthing an der Südküste Englands stattfand.
Das Festival wurde von dem Underground-Aktivisten Mick Farren organisiert. Der Eintritt war frei, es gab keinerlei Begrenzung des Festivalgeländes. Dies war zunächst nicht so geplant, doch als die Finanzierung platzte, bat Farren die bereits gebuchten Bands, umsonst aufzutreten. Die meisten Bands sagten zu. Unter den Bands, die letztendlich nicht auftraten, war Free.
Zu den auftretenden Bands und Künstlern gehörten MC5, The Pretty Things, Kevin Ayers, Steve Took’s Shagrat, The Edgar Broughton Band, Mungo Jerry, Mighty Baby und die Pink Fairies, die sich während ihres Auftritts aller Kleider entledigten. Der Beat-Generation-Poet William S. Burroughs trat ebenfalls auf. 
Der Auftritt des Headliners MC5 wurde 1996, 26 Jahre nach dem Ereignis, auf CD veröffentlicht.